# Parafia św. Alberta Wielkiego we Wrocławiu
Parafia Świętego Alberta Wielkiego we Wrocławiu – znajduje się w dekanacie Wrocław północ I (Osobowice) w archidiecezji wrocławskiej. Jej proboszczem jest o. Faustyn Zatoka OFM. Obsługiwana jest przez franciszkanów prowincji św. Jadwigi. Erygowana w 1942 roku. Przy kościele parafialnym funkcjonuje klasztor franciszkański.

## Historia
Przygotowania do utworzenia parafii rozpoczęły się w 1938. Pierwszym proboszczem został Józef Engelbert. W 1938 roku została zakupiona działka pod budowę kościoła (u zbiegu obecnych ulic Sportowej i Przybyszewskiego) oraz przygotowano projekt autorstwa G. Lawatscha, który nie został zrealizowany z powodu wybuchu II wojny światowej. W 1942 z parafii św. Antoniego utworzono placówkę duszpasterską przy kaplicy św. Alberta Wielkiego alumnatu Metropolitalnego Wyższego Seminarium Duchownego przy ul. Przybyszewskiego 63/67. Od 1945 roku parafia pozbawiona była obiektu sakralnego. 30 listopada 1960 zostaje poświęcona salka katechetyczna w prywatnym domu przy ul. Gimnazjalnej. W 1981 otrzymano zgodę na wybudowanie Domu Katechetycznego na Sołtysowicach. W 1988 roku na terenie ufundowanym przez mecenas Eugenię Kulpita powstaje kaplica św. Alberta Wielkiego. Opiekunem parafii w latach 1988–1990 był o. Gerard Glaeser, kolejnym opiekunem, a następnie proboszczem w okresie 1990–2012 został o. Stanisław Paszewski OFM (zm. w 2019). Kościół projektu E. i P. Ogielskich został zbudowany w latach 1990–1995. Od 19 listopada 2000r. w kościele parafialnym znajdują się relikwie św. Alberta Wielkiego. Klasztor przy kościele powstał w latach 2008–2012. Obecnie w klasztorze posługuje czterech ojców (kapłanów) i dwóch braci zakonnych. 3 września 2022 r. ks. abp Józef Kupny podczas uroczystej liturgii poświęcił kościół oraz znajdujący się w nim nowy ołtarz.

## Parafialne księgi metrykalne
| Księgi metrykalne | Okres ewidencji |
| ----------------- | --------------- |
| chrztów           | 1992 -          |
| ślubów            | 1992 -          |
| zgonów            | 1992 -          |

## Zasięg parafii
Do parafii należy 4155 wiernych wyznania rzymskokatolickiego mieszkających we Wrocławiu przy ulicach: Bagatela, Czytankowej, Elementarzowej, Falskiego, Fortowej, Gimnazjalnej, Lekcyjnej, Marczewskiego, Poprzecznej (nr 37b do końca, oraz numery 40-42), Przejazdowej, Redyckiej (nr od 2 do 86 i od 1 do 69), Strzeleckiej, Sołtysowickiej (nr 11, od 25 do końca i od 26 do końca), Torfowej i Wojaczka.

### Szkoły i przedszkola
- Zespół Szkolno-Przedszkolny Nr 4, ul. Sołtysowicka 59a (Przedszkole Nr 70 i Szkoła Podstawowa Nr 40)
- Dom Dziecka[10].

## Wspólnoty i ruchy parafialne
- Wspólnota małżeństw - END
- Katolicka Wspólnota Matek
- Parafialny Zespół Cartitas
- Stowarzyszenie Krwi Chrystusa
- Żywy Różaniec,
- Lektorzy i Ministranci,
- Młodzieżowy zespół instrumentalno-wokalny „Póki co”,
- Scholka dziecięco-młodzieżowa „Emmanuel”,
- Gazetka parafialna „Christifideles”[10][11]